# Византийский роман
Византийский роман существовал в XII—XV веках, первоначально в форме подражания греческому роману, затем как локальный вариант рыцарского романа европейского образца. Большинство из них написано так называемым политическим размером (пятнадцатисложник), живым народным языком.
Интерес к античному любовному роману сохранялся в Византии постоянно, как свидетельствует о том «Библиотека» Фотия; уже в поэме «Дигенис Акрит» можно проследить элементы его воздействия.

## Основное содержание
Любовь двух молодых людей проходит испытание долгой разлукой и страшными препятствиями на пути к соединению, но заканчивается обычно счастливо. Препятствия к воссоединению разлученных влюблённых: замок, где живёт возлюбленная, охраняется чудовищами; влюблённому герою препятствуют козни злой старухи-колдуньи, имеющей дело с нечистой силой; эта старуха умерщвляет героиню или героя при помощи смертоносного волшебного яблока, а потом при помощи животворного яблока жизнь им возвращается. Всё кончается свадьбой.

## Известные романы
- Стефанит и Ихнилат (прозаический, переведён с арабского в XI веке)
- Евмафий Макремволит, «Повесть об Исминии и Исмине », иногда «Любовь Исминия и Исмины» (различные датировки: VII, или IX—X, или XIII век, прозаический)
- Феодор Продром, «Роданфа и Досикл» (XII век, классический триметр)
- Никита Евгениан, «Повесть о Дросилле и Харикле» (XII век, классический триметр)
- Константин Манассия, «Аристандр и Каллифея» (XII век, написан народным 15-сложником, сохранились отрывки)
- «Троянская война» (XIV век, перевод французского «Романа о Трое») — примечателен тем, что древнегреческие имена передаются там в западной огласовке
- «Бедный Лев» (известен в трёх версиях, вероятно, восточного происхождения: разорившегося богача по имени Лев три его сына продают по его собственному настоянию в рабство королю; Лев оказывает королю ряд важных услуг, в частности спасает короля от женитьбы на распутной девице, которая прикидывалась невинной, кроме того, он раскрывает низкое происхождение самого короля — сына пекаря и служанки. Король просит старика никому не говорить об этом открытии, дает ему свободу, 50 тысяч золотых монет и жемчужину стоимостью в 60 тысяч). Сюжетная схема «Бедного Льва» используется в романе Готье из Арраса «Ираклий».
- «Бельтандр и Хрисанца» (1348 нерифмованных пятнадцатисложных стихов)
- «Либистр и Родамна» (сохранилось несколько версий, число стихов колеблется от 3500 до 4400 пятнадцатисложников)
- Константин Гермониак, «Илиада» (четырехстопный трохей)
- «Ахиллеида» (известен в двух изводах, краткий — около 700 стихов, пространный — 1820 стихов)
- «Повесть об Аполлонии Тирском» (прозаический, западного происхождения, действие происходит в крестоносных государствах Палестины)
- «Флорий и Платцафлора» (переделка романа «Флуар и Бланшефлор», действие происходит в Испании)
- «Имберий и Маргарона» (место действия — Прованс; двенадцатилетний рыцарь Имберий отправляется из родного дома в рыцарские странствия ради свершения рыцарских подвигов и во время странствий встречает девушку по имени Маргарона. Он добивается её в поединке с немецким рыцарем, женится, попадает в плен к египетскому султану, бежит оттуда; рассказывает Маргароне в монастыре о своих скитаниях, и тогда она узнает его после долгой разлуки)
- «Александреида» (в стихах и прозе)
- Мелитениот, «О благоразумии»
- «Каллимах и Хрисорроя» (XIV век, приписывался Андронику Палеологу, племяннику Михаила VIII Палеолога): Людоед убил родителей принцессы Хрисоррои и поселил её в заколдованном замке, но она сохраняет невинность. Её спасает принц Каллимах.